# 항문 소양증
항문 소양증(肛門搔痒症, pruritus ani, 항문 가려움증)은 직장 출구, 즉 항문에 위치한 살갗의 가려움과 따가움으로 불쾌감ㆍ수치심을 유발하는 증상으로, 이로 인해 긁고 싶은 감각을 유발한다. 항문 가려움의 강도는 옷의 착용 및 착석 시 발생하는 스침, 수분, 압력에 의해 증가한다. 최악의 경우 항문의 가려움은 타오르는 느낌과 따가움이 종종 동반되는 등 참을 수 없는 불쾌감을 일으킨다. 미국 인구의 최대 5%가 매일 이러한 종류의 불편함을 경험하는 것으로 짐작된다. 주로 체력강도가 높은 일을 하는 남성들한테 발병한다.

## 병인
항문 소양증의 특이 병인이 발견되면, 이차성 항문 소양증(secondary pruritus ani)으로 분류된다. 특이 병인이 발견되지 않으면 특발성 항문 소양증(idiopathic pruritus ani)으로 분류된다. 가려움은 장내 기생충, 항문의 땀, 액체가 섞인 잦은 대변, 설사, 대변 잔여물, 또 변실금이나 방귀에 의한 적은 양의 대변의 배출로 인해 발생할 수 있다. 다른 병인으로는 이스트 감염, 칸디다증이 있다. 일부 질병들은 당뇨병이나 HIV 감염과 같은 이스트 감염 가능성을 높인다. 항생물질을 이용한 치료는 장내 세균총의 자연 평형을 파괴할 수 있으며 항문에 영향을 주는 이스트 감염의 하나인 항문주위의 아구창이 발생할 수 있다. 건선 또한 항문 주위에 존재하여 가려움을 일으킬 수 있다. 항문 주위의 피부에 대한 작은창자나 큰창자의 비정상 누공은 크론병과 같은 질병에 의해 발병할 수 있는데, 이는 가려움을 일으키는 액체를 항문 부위에 유출시킬 수 있는 통로 역할을 하게 된다. 항문 가려움에 기여할 수 있는 다른 문제들로는 요충, 치질, 또 치열 주위 항문 피부의 파열, 연성 섬유종이 있다.

## 치료
형태학적 변화를 반전시킴으로써 무증상의 자연 그대로의 마른 깨끗한 항문 주위 피부를 유지하는 것이 치료의 목적이다. 병인을 알 수 없는 특발성 항문 소양증의 경우, 치료는 항문 주위에 대한 가려움과 정신적 외상을 줄이는 방식으로 시작하는 것이 보통이다. 완하제는 변비 예방에 도움을 줄 수 있다. 이것이 효과적이지 않으면 국부 스테로이드나 메틸렌 블루를 시도할 수 있다.